# Ochthebius ragusae
Ochthebius ragusae är en skalbaggsart som beskrevs av August Ferdinand Kuwert 1887. Ochthebius ragusae ingår i släktet Ochthebius och familjen vattenbrynsbaggar. Inga underarter finns listade i Catalogue of Life.